# Emmanuel Nadingar

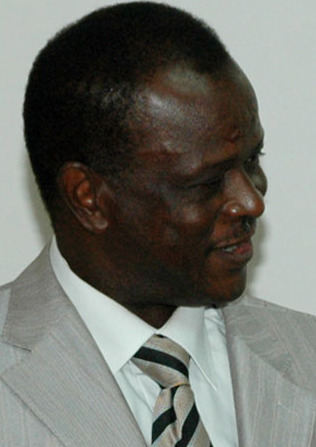
Emmanuel Nadingar

Emmanuel Nadingar (1951) es un político chadiano que ocupó el cargo de primer ministro de Chad desde el 5 de marzo de 2010 hasta el 21 de enero de 2013. Sustituyó a Youssouf Saleh Abbas, cuyo gobierno fue acusado de corrupción. Nadingar fue ministro de Descentralización y es miembro del Movimiento Patriótico de Salvación, partido del Presidente Idriss Déby. En enero de 2013 Nadingar dimitió de su cargo y le sustituyó Djimrangar Dadnadji.

## Biografía
Nacido en Bebidja en el suroeste de Chad, Nadingar nació en 1951. Se graduó en contabilidad en Brazzaville. 
Nadingar fundó un partido político, el Partido Nacional para la Rehabilitación y el Desarrollo, a mediados de la década de 1990. Fue nombrado para el gobierno por primera vez como Secretario de Estado para la Promoción y desarrollo económico el 14 de agosto de 2001; Más tarde, fue nombrado Secretario General Adjunto del Gobierno en 2003. Después de unirse al gobierno, se fusionó con su partido en el Movimiento de Salvación Patriótica (MPS). 
Nadingar actuó como ministro de Defensa en 2004. Una de sus principales preocupaciones en este cargo fue la violencia en el este de Chad, cerca de la frontera con Sudán. La violencia fue provocada por milicias Janjawid a quienes el gobierno sudanés confió la tarea de combatir a los rebeldes en Darfur, pero que comenzó a asaltar el territorio de Chad. El 9 de mayo de 2004, anunció que las fuerzas de Chad se habían enfrentado con los asaltantes Janjaweed el 5 de mayo; Según Nadingar, 60 Janjaweed murieron en la batalla, así como un soldado chadiano y seis civiles, y los Janjaweed fueron rechazados. En esta ocasión, Nadingar expresó la frustración del gobierno de Chad con las redadas: "Estamos en una situación en la que tememos que nuestra paciencia pueda tener límites". 
En el Ministerio de Defensa, a Nadingar también le preocupaba el mantenimiento de la ley y el orden en las fuerzas armadas, incluidos los elementos descontentos que habrían exigido la destitución del presidente Idriss Deby. El problema fue ilustrado por un incidente de disturbios militares el 16 de mayo de 2004. Nadingar dijo el 18 de mayo que el gobierno estaba avanzando en las negociaciones con un grupo de soldados rebeldes que se encontraban en la guarnición de Gassi. . en el este de Yamena. Intentó minimizar la gravedad del incidente, alegando que los soldados no querían despedir al presidente Idriss Déby del poder, sino que simplemente estaban descontentos con la suspensión de su salario. Debido a un problema de soldados inexistentes que formaban parte de la nómina del ejército debido a la corrupción, la paga se suspendió durante dos meses mientras el gobierno intentaba corregir la nómina. Según Nadingar, "los amotinados reconocen sus errores, pero temen por su seguridad". Aunque Nadingar intentó minimizar la situación, Déby alegó el 19 de mayo que los soldados tenían la intención de asesinarlo. [Diez]
Anteriormente, Nadingar fue nombrado oficialmente ministro de Defensa, Veteranos y Víctimas de Guerra el 23 de julio de 2004. Más tarde, fue ministro de Petróleo y luego ministro delegado para la Descentralización de 2008 a 2010, en los puestos primer ministro Yusuf Saleh Abbas. Es miembro del Buró Político de MPS desde 2010.